# David Taylor
David Taylor (født 5. december 1990) er en amerikansk bryder, der konkurrerer i fristil.
Han repræsenterede USA ved sommer-OL 2020 i Tokyo, hvor han tog guld i 86 kg.